# 王悦华
王悦华（1955年—），男，黑龙江望奎人，中华人民共和国政治人物。

## 生平
1983年，任共青团黑龙江省委副书记。1985年，升共青团黑龙江省委书记。1987年，改鸡西市人民政府副市长。1992年，任中共鹤岗市委副书记、市长。1996年，任中华人民共和国建设部市长培训中心主任。1998年，任黑龙江省人民政府省长助理。2003年，改黑龙江省总工会主席。2008年10月17日，中国工会十五大在北京开幕，大会选举他出任主席团委员。
2024年3月，王氏因涉嫌严重违法违纪，被中共黑龙江省纪委监委立案调查。